# Cuca de Castellbisbal
La Cuca de Castellbisbal és una figura festiva tradicional del municipi de Castellbisbal, al Vallès Occidental, Catalunya. Forma part del bestiari festiu català, essent protagonista en celebracions i esdeveniments populars locals. La figura representa una criatura fantàstica i està associada a les festes majors, cercaviles i actes tradicionals de la vila. La Cuca, caracteritzada per la seva aparença simbòlica i acolorida, és acompanyada habitualment per música i balls durant les seves aparicions.

## Llegenda
Conta la llegenda que el diable va perdre una aposta amb una masovera i va córrer a refugiar-se a Castellbisbal. Com que la gent del poble el va acceptar, el diable els va protegir i per poder-los identificar va convertir la terra en argilosa, així els podria reconèixer i la gent dels altres pobles no es ficarien amb els de Castellbisbal perquè estaven protegits pel diable. D’aquí ve el mot que identifica la població Castellbisbal i per Sant Joan va fer el primer correfoc.